# 伊戈尔·孙
伊戈爾·谢尔盖耶维奇·孙（1998年11月16日—），哈萨克斯坦朝鲜族舉重運動員，2021年他代表哈薩克隊參加了日本舉行的2020年夏季奧林匹克運動會，並且在男子61公斤級比賽上獲得銅牌。

## 家庭
伊戈尔·孙出生于一个朝鲜族家庭，父亲是谢尔盖·孙（Сергея Сон）；母亲是塔季扬娜·金（Татьяну Ким）。